# Ken Anderson (wrestler)
Ken Anderson, meglio conosciuto con i ring name Mr. Kennedy e Mr. Anderson (Two Rivers, 6 marzo 1976), è un wrestler statunitense.
È principalmente ricordato per i suoi trascorsi nella World Wrestling Entertainment tra il 2005 e il 2009 e nella Total Nonstop Action tra il 2010 e il 2016. In WWE ha vinto una volta lo United States Championship, mentre in TNA ha detenuto due volte il World Heavyweight Championship.

## Carriera

### Circuito indipendente (2000-2005)
Tra il 2000 e il 2005, Anderson lottò in molte federazioni del circuito indipendente nordamericano. Nel 2005 passò alla Ohio Valley Wrestling, all'epoca supervisionata da Paul Heyman, dove assunse la gimmick di Ken Anderson, un ragazzo che annunciava il proprio ingresso prima dei match e si prendeva gioco degli annunciatori a bordo ring; a volte, apostrofava in maniera comica gli avversari contro i quali avrebbe combattuto.

### World Wrestling Entertainment (2005-2009)

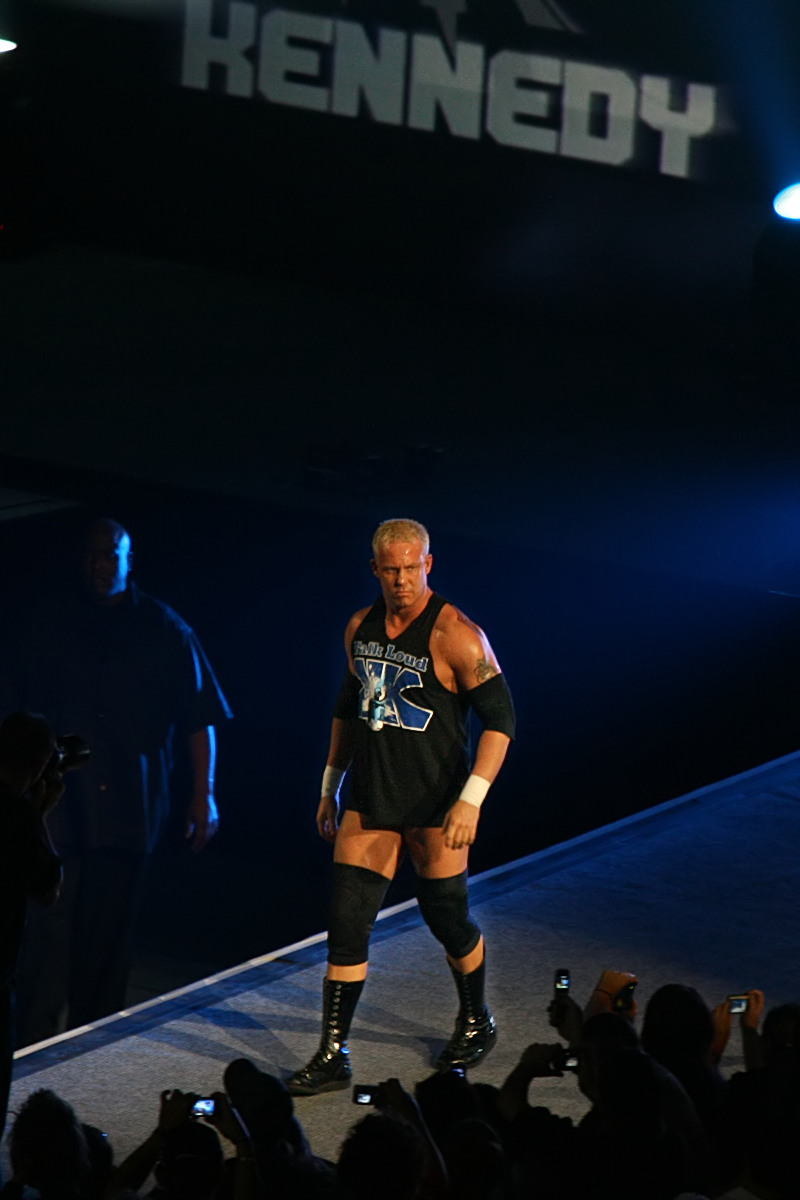
Ken Anderson nel 2007

Anderson debuttò nella World Wrestling Entertainment durante la puntata di Velocity del 25 agosto 2005, con il ring-name Mr. Kennedy, sconfiggendo facilmente Shoichi Funaki; nelle settimane successive ebbe la meglio di wrestler del calibro di Booker T e Rey Mysterio. Il debutto in pay-per-view avvenne il 9 ottobre, a No Mercy, dove batté Hardcore Holly. L'11 novembre affrontò Eddie Guerrero in un match con in palio un posto nel Team SmackDown! che avrebbe affrontato il Team Raw a Survivor Series, ma perse per squalifica; tale incontro è tristemente ricordato per essere stato l'ultimo combattuto da Guerrero prima della sua morte, avvenuta due giorni dopo.
Nel mese di dicembre iniziò una rivalità con Matt Hardy, ma durante un match contro Kid Kash a Velocity si procurò uno strappo del muscolo dorsale che lo costrinse ad uno stop durato circa sei mesi, perdendo quindi l'occasione di partecipare a Royal Rumble e soprattutto WrestleMania.
Kennedy tornò sul ring nella puntata di SmackDown! del 9 giugno 2006, sconfiggendo Scotty 2 Hotty; nelle settimane successive sfidò due volte il rientrante Batista, vincendo in entrambe le occasioni: la prima a The Great American Bash per squalifica, la seconda nell'episodio di SmackDown! del 28 luglio per count-out.
Il 1º settembre conquistò il suo primo titolo in WWE, lo United States Championship, vincendo un Triple Threat match contro Bobby Lashley e il campione Fit Finlay. La settimana successiva il General Manager di SmackDown!, Theodore Long, sancì un match non titolato contro The Undertaker da disputarsi nel corso di No Mercy; nei giorni seguenti, il Phenom utilizzò i suoi giochi mentali per terrorizzare il rivale, ma ad aggiudicarsi l'incontro fu Kennedy grazie alla squalifica. Il 10 ottobre perse lo United States Championship contro il rientrante Chris Benoit, ma a Survivor Series riuscì a sconfiggere The Undertaker in un First Blood match; tuttavia, la faida con il Deadman terminò ad Armageddon con una sconfitta in un Last Ride match.
Il 5 gennaio 2007 Kennedy sconfisse Chris Benoit e guadagnò una title-shot al World Heavyweight Championship di Batista a Royal Rumble; tuttavia, l'incontro venne vinto da The Animal. Kennedy iniziò quindi una breve faida con Bobby Lashley, all'epoca detentore dell'ECW Championship, culminata in un match a No Way Out dove vinse per squalifica, non ottenendo quindi la cintura.
Il 1º aprile 2007, a WrestleMania 23, Kennedy vinse il Money in the Bank Ladder match, acquisendo il diritto di affrontare uno dei tre campioni mondiali della WWE entro i 365 giorni successivi; tuttavia il 6 maggio, durante un live-event a Binghamton (New York), si procurò uno strappo al tricipite brachiale del braccio sinistro e, per questo motivo, perse la valigetta contro Edge nella puntata di Raw del 7 maggio; stando al primo referto medico, sarebbe dovuto stare fermo per circa sei mesi, ma in realtà l'infortunio era meno grave del previsto e avrebbe richiesto soltanto sei settimane di stop.
Durante la draft-lottery, svoltasi l'11 giugno 2007, Kennedy venne trasferito nel roster di Raw per la prima volta. Il 26 agosto, a SummerSlam, prese parte ad un Triple Threat match per l'Intercontinental Championship contro Carlito e il campione Umaga, ma a vincere fu quest'ultimo; pochi giorni dopo venne sospeso per trenta giorni dalla WWE poiché il suo nome era stato trovato nel database dei clienti della Signature Pharmacy, una società farmaceutica di Orlando (Florida) accusata di aver venduto medicinali senza una regolare ricetta. Dopo la sospensione, Kennedy ritornò nella puntata di Raw del 1º ottobre, venendo sconfitto da John Cena; in seguito iniziò una breve rivalità con Jeff Hardy, terminata a Cyber Sunday con una vittoria.
Nella puntata di Raw del 18 febbraio 2008 Kennedy sconfisse Val Venis in un incontro di qualificazione al Money in the Bank Ladder match in programma per WrestleMania 24; tuttavia, non riuscì a ripetere l'impresa dell'anno precedente e la valigetta venne vinta da CM Punk.
Dopo aver passato alcune settimane lontano dal ring, impegnato nelle riprese del film Dietro le linee nemiche 3, Kennedy fece ritorno nella puntata di Raw del 28 aprile 2008, schierandosi contro William Regal ed effettuando contestualmente un turn-face; il 19 maggio sconfisse Regal in un Loser Gets Fired match. Dopo una breve alleanza con la diva Mickie James, Kennedy fu trasferito nel roster di SmackDown per effetto della draft-lottery.
Il 2 agosto 2008, durante un live-event ad Hershey (Pennsylvania), Kennedy si slogò la spalla e dovette rimanere fermo per circa nove mesi; in questo periodo fece delle brevi apparizioni a Raw e SmackDown per promuovere l'uscita del film Dietro le linee nemiche 3. Kennedy fece il suo ritorno nella puntata di Raw del 25 maggio 2009, interrompendo un promo tra Randy Orton e Ric Flair; quella stessa sera partecipò ad un Ten-Men Tag Team match in squadra con Batista, Jerry Lawler, John Cena e Montel Vontavious Porter, vincendo contro Big Show, Cody Rhodes, The Miz, Randy Orton e Ted DiBiase.
Il 29 maggio 2009 Kennedy venne licenziato dalla WWE.

### Circuito indipendente (2009-2010)
L'11 luglio 2009 Anderson partecipò al trentacinquesimo anniversario del World Wrestling Council, perdendo un match contro Eddie Fatu. Tra il 21 e il 28 novembre prese parte ad Hulkamania: Let The Battle Begin, il tour di wrestling organizzato da Eric Bischoff e Hulk Hogan per celebrare il ritorno sul ring di quest'ultimo.

### Total Nonstop Action (2010-2015)

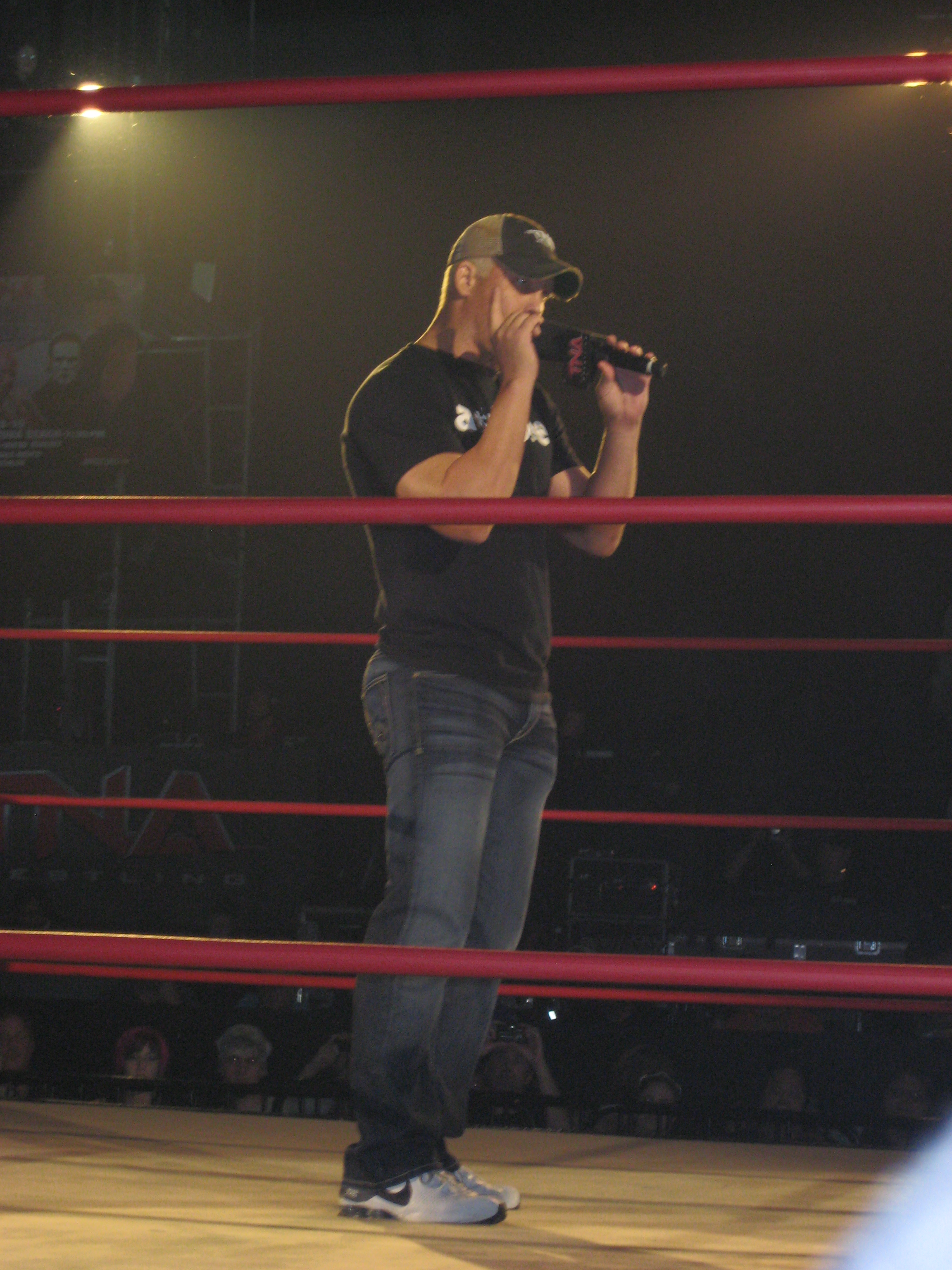
Ken Anderson nel 2010

Anderson esordì nella Total Nonstop Action Wrestling il 17 gennaio 2010, nel corso di Genesis, presentandosi come sfidante a sorpresa di Abyss e vincendo grazie all'utilizzo di un tirapugni; il wrestler si esibì con il ring-name Mr. Anderson.
Il mostro mascherato si prenderà però una piccola rivincita meno di una settimana dopo ad iMPACT, dove lo attacca durante la sua famosa auto-proclamazione. Nella successiva edizione dello show, Mr. Anderson sfida apertamente qualunque atleta della federazione di Orlando. A raccogliere la sfida, su invito di Eric Bischoff, è il rientrante Jeff Jarrett, che non festeggia degnamente il suo ritorno sul quadrato di combattimento, in quanto viene prima sconfitto (anche se in modo irregolare) e poi attaccato dall'atleta del Wisconsin.
Quest'ultimo appare inarrestabile e, prevalendo facilmente su Brutus Magnus, si guadagna l'accesso all'8 Card Stud Tournament che si svolgerà a TNA Against All Odds e vedrà coinvolti anche Abyss, D'Angelo Dinero, Desmond Wolfe, Hernandez, Kurt Angle, Matt Morgan e Mick Foley. Il vincitore sarà decretato nuovo contendente numero uno al TNA World Heavyweight Championship. Come antipasto di questo torneo, ad iMPACT si svolge un Tag Team Match: Desmond Wolfe e Hernandez da una parte, Kurt Angle e Mr. Anderson dall'altra.
Questi ultimi due si aggiudicano la vittoria, seppur in modo controverso. Il 14 febbraio 2010, il grande evento ha inizio. Mr. Anderson è uno dei favoriti alla vittoria e, sempre in modo scorretto, sconfigge nei quarti di finale l'eroe olimpico e, in semifinale, Abyss. A questo punto l'atleta del Wisconsin arriva allo scontro finale con D'Angelo Dinero, che, oltre ad essere sfavorito, viene attaccato nel backstage da Scott Hall e Syxx Pac poco prima del match. Nonostante ciò, Mr. Anderson non riesce a vincere. Ora ha un feud con Kurt Angle. Dopo aver perso la faida contro Angle, Mr. Anderson ha incominciato una nuova rivalità, stavolta con Jeff Hardy.
A TNA Sacrifice 2010, Anderson perde contro Jeff Hardy: dopo il match Anderson effettua un face turn volendo stringere la mano a Jeff che però la rifiuta. Di recente ha formato un tag team con Jeff Hardy chiamato Enigmatic Assholes. A No Surrender si qualifica per la finale di Bound for Glory che decreterà il nuovo TNA Champion, sconfiggendo D'angelo Dinero. Dopo aver rinnovato il contratto che lo lega con la TNA con un accordo pluriennale, a metà ottobre 2010 ha subito una commozione cerebrale (a causa di un brutale attacco da parte di Jeff Hardy con una sedia di acciaio), che lo ha tenuto lontano dal ring per diversi mesi.
Dopo essere tornato dall'infortunio, inizia una rivalità con Jeff Hardy. A TNA Genesis sconfigge Matt Morgan diventando n. 1 Contender al TNA World Heavyweight Championship, e subito dopo il match, sconfigge Jeff Hardy diventando TNA World Champion per la prima volta in carriera.
Nella puntata del tre febbraio difende il TNA World Heavyweight Championship dall'assalto di Jeff Hardy. A Against All Odds perde il TNA Championship contro Jeff Hardy in un ladder match. A TNA Victory Road 2011, il suo match contro Rob Van Dam per determinare lo sfidante al TNA World Title finisce in un doppio count out. A TNA Lockdown 2011 non riesce a conquistare il titolo in un triple threat match contro RVD e il campione (e vincitore) Sting.
A Slammiversary IX riesce a conquistare il World Title contro Sting. Nella puntata di Impact del 14 luglio perde il titolo contro Sting. Ad Hardcore Justice perde contro Bully Ray. A No Surrender 2011 affronta Kurt Angle e Sting in un triple threat match per il World Heavyweight Championship, match che perde a discapito di Kurt Angle.
A Bound For Glory sconfigge Bully Ray in un falls count anywhere match. Nella puntate di Impact seguenti difende Jeff Hardy dagli assalti di Jeff Jarrett e Bully Ray. Nella puntata di Impact del 3 novembre sconfigge Jeff Jarrett e Bully Ray in un tag team match insieme a Jeff Hardy. Nella puntata del 10 novembre, insieme a Jeff Hardy e Abyss, sconfigge Jarrett, Bully Ray e Scott Steiner. A Turning Point ha sconfitto, insieme ad Abyss, Scott Steiner e Bully Ray. Dopo il Match a Turning Point 2011 Mr. Anderson non si fa più vedere sul ring.
Dopo quattro mesi di assenza, Mr. Anderson tornò a TNA nei tapigns di Impact dell'8 marzo, aiutando AJ Styles a cacciare via Kazarian & Christopher Daniels. La settimana successiva, Mr.Anderson ha sconfitto Christopher Daniels. Il 18 marzo a Victory Road, Anderson e Styles hanno sconfitto Daniels e Kazarian in un tag team match. A Lockdown fa parte dell'team di Garrett Bischoff. A Lockdown il Team Garrett sconfigge il Team Eric. Il giorno dopo, Mr. Anderson e Jeff Hardy e Rob Van Dam partecipano a un three-way match dove a vincere e Rob Van Dam che diventa contender nº1 al TNA World Heavyweight Championship. Durante la "Open Fight Night" venendo sconfitti da Samoa Joe & Magnus non riuscendo a conquistare i TNA World Tag Team Championships. Il 13 maggio al PPV Sacrifice, Mr. Anderson ha sconfitto Jeff Hardy. Nel seguente episodio Hardy ha sconfitto Mr. Anderson. Affronta poi Samoa Joe per il TNA Television Championship, titolo reso vacante dal campione Devon, tuttavia viene sconfitto dal wrestler samoano che diventa nuovo possessore della cintura. Dopo varie settimane gli Aces & 8s propongono ad Anderson di entrare a far parte del gruppo. La settimana dopo quest'ultimo accetta effettuando un turn-heel.
Il 20 febbraio 2014 a Impact, durante un'intervista con Christy Hemme, Anderson viene attaccato da Samuel Shaw, iniziando un feud tra i due. Dopo che Shaw si alleò con Gunner, dopo una lite tra i due nel backstage, dove Anderson incolpa Shaw di aver perso contro i BroMans per colpa sua che non lo ha salvato dallo schienamento di Robbie E, Anderson ha vinto per squalifica contro Gunner a causa dell'attacco di Shaw ai danni del vincitore. La settimana dopo, Shaw e Anderson si sono affrontati in un Submission match che ha visto quest'ultimo uscirne vincitore. Il 9 marzo a Lockdown, Anderson viene sconfitto da Shaw in uno Steel Cage match.
Mr. Anderson torna nella puntata di Impact del 20 febbraio 2015 e ha uno scontro verbale con Ethan Carter III e Tyrus per quello che stavano facendo contro Rockstar Spud e Mandrews, per poi attaccare Tyrus. Nelle puntate seguenti continua la faida con EC3 e Tyrus dove Mr Anderson con l'aiuto di Rockstar Spud e Mandrews li sconfisse e tagliano i loro capelli.
Nel mese di ottobre, Mr. Anderson ha partecipato alle TNA World Title Series per il titolo vacante TNA World Heavyweight Championship; tuttavia, non è riuscito ad avanzare nel torneo. Successivamente è stato rivelato che Anderson è stato licenziato dalla TNA per aver fallito un test antidoping effettuato durante un evento svoltosi due mesi prima.

## Vita privata
Nell'agosto del 2007 Kenneth Anderson fu accusato di aver acquisito illegalmente dei medicinali da una casa farmaceutica di Orlando (Florida), violando quindi il Wellness Program della World Wrestling Entertainment; nello specifico, Anderson ordinò una grande quantità di anastrozolo, somatotropina e testosterone tra l'ottobre del 2006 e il marzo del 2007. Il wrestler sostenne in seguito che i medicinali erano stati acquisiti per rispondere a precise istruzioni del suo dottore al fine di curare una rottura del muscolo dorsale che lo aveva costretto ad uno stop di oltre sei mesi.

## Personaggio

### Mosse finali

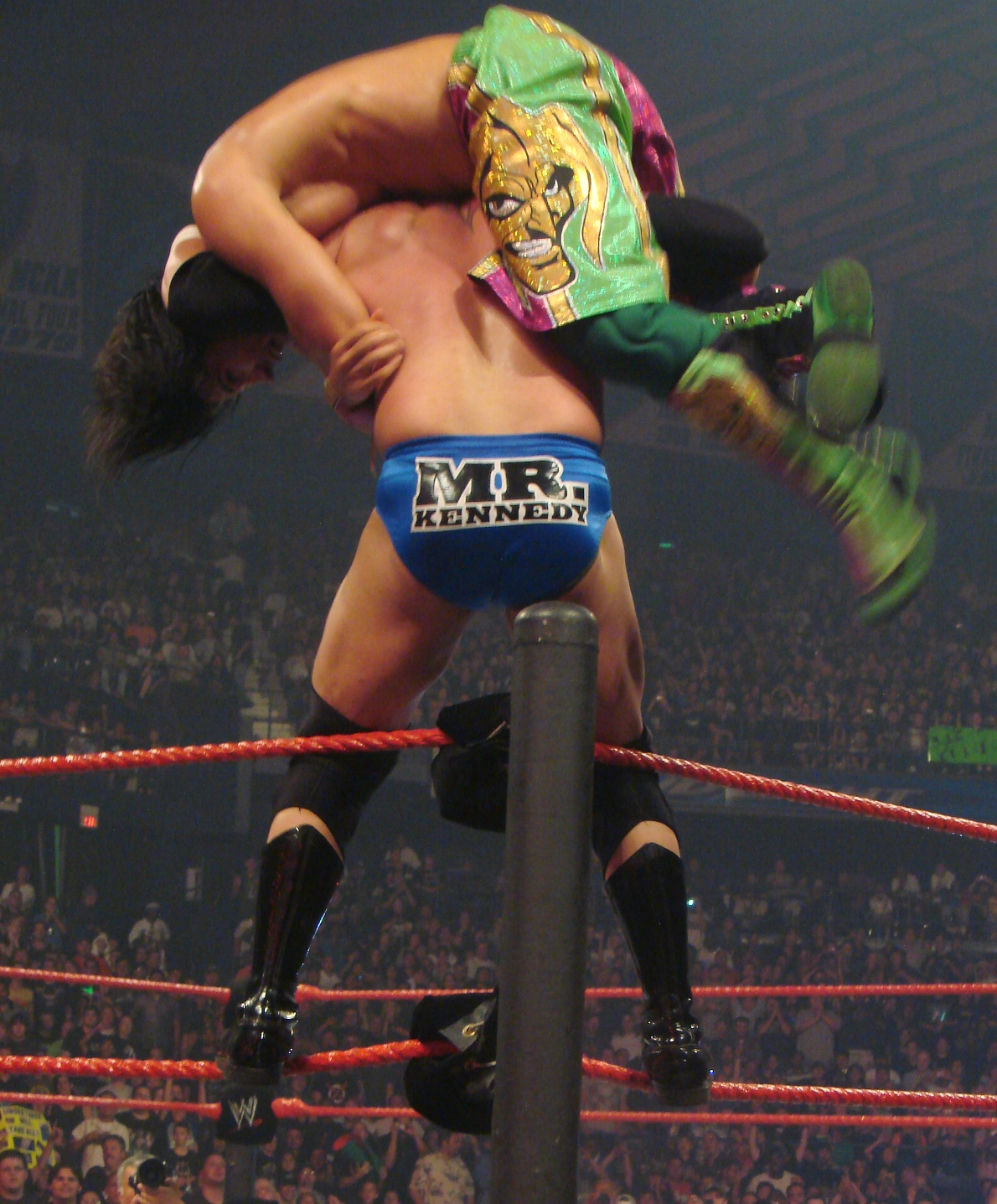
Ken Anderson mentre esegue la Green Bay Plunge

- Green Bay Plunge (Diving rolling fireman's carry slam)
- Kenton Bomb (Senton bomb)
- Mic Check (Leg hook reverse STO)

### Soprannomi
- "Head Asshole in Charge"
- "Kamikaze"

### Musiche d'ingresso
- Pour Some Sugar on Me dei Def Leppard (2000-2005; 2009-2010; 2015-presente)
- Turn Up the Trouble di Jim Johnston (2005-2008)
- Turn Up the Trouble Remix degli Airbourne (2008-2009)
- Feedback di Dale Oliver (2010-2015)

## Titoli e riconoscimenti
- All-Star Championship Wrestling
  - ACW Heavyweight Championship (4)
  - ACW Television Championship (1)

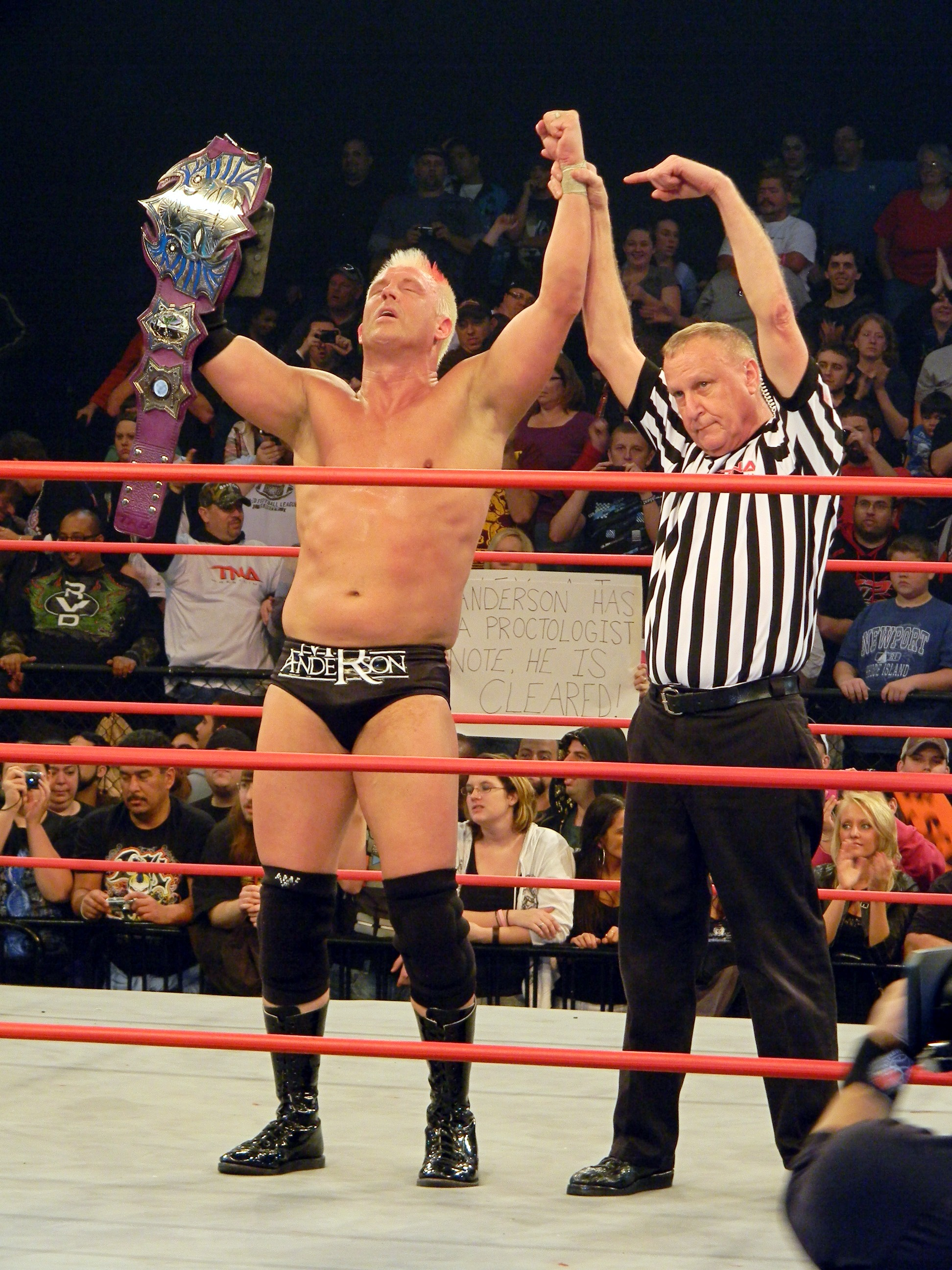
Ken Anderson con il TNA World Heavyweight Championship, titolo che ha detenuto due volte in carriera

  - ACW Tag Team Championship (3) – con Adrian Serrano (1), Eric Hammers (1) e Mike Mercury (1)
- Big League Wrestling
  - BLW Tag Team Championship (1)
- Championship of Wrestling
  - CoW United Championship (1)
- Great Lakes Championship Wrestling
  - GLCW Heavyweight Championship (1)
- Heavy on Wrestling
  - HoW Undisputed Championship (1)
- Mid American Wrestling
  - MAW Heavyweight Championship (1)
- National Wrestling Alliance
  - NWA Midwest Heavyweight Championship (1)
- Nu Wrestling Evolution
  - NWE World Heavyweight Championship (1)
- Pro Wrestling Illustrated
  - 7º tra i 500 migliori wrestler singoli nella PWI 500 (2011)
- Pro Wrestling Pride
  - PWP Heavyweight Championship (1)
- River City Championship Wrestling
  - RCCW Heavyweight Championship (1)
- Total Nonstop Action Wrestling
  - TNA World Heavyweight Championship (2)
- Ultimate Pro Championship Wrestling
  - UPCW Tag Team Championship (1) – con Big Daddy Loker
- World Association of Wrestling
  - WAW World Heavyweight Championship (1)
- World Wrestling Entertainment
  - WWE United States Championship (1)
  - Money in the Bank (edizione 2007)
- Wrestling Observer Newsletter
  - Best Gimmick (2005)
  - Worst Gimmick (2013) - Aces & Eights
- Xtreme Intense Championship Wrestling
  - XICW Tag Team Championship (1) – con Joey Padgett